# 李成金
李成金（1955年—2021年5月11日），马来西亚政治人物，公正党籍，曾经为雪兰莪州议会加影议员 。李成金曾擔任加影育华中学的教师並創立乌鲁冷岳社区文物馆及担任馆长。

## 个人背景
1990年至1992年期间担任隆雪华青第三届团长，长期关注华社运动，后期亦投身于地方文史和社区工作，深耕田野历史，同时于2012年设立乌鲁冷岳社区文物馆，担任馆长。

## 政治生涯
2008年3月8日，李成金代表人民公正党在马来西亚第12届全国大选上阵加影州议席，并成功当选为州议员。

## 逝世
2021年5月11日，因心臟病去世，享年66岁。